# Guilford (Misuri)
Guilford es una pueblo ubicado en el condado de Nodaway, Misuri, Estados Unidos. Tiene una población estimada, a mediados de 2021, de 56 habitantes.

## Geografía
La localidad está ubicada en las coordenadas 40°10′7″N 94°44′10″O / 40.16861, -94.73611 (40.168578, -94.735998). Según la Oficina del Censo de los Estados Unidos, tiene una superficie total de 0.19 km², correspondientes en su totalidad a tierra firme.

## Demografía
Según el censo de 2020, en ese momento había 60 personas residiendo en Guilford. La densidad de población era de 315.79 hab./km². El 98.33% de los habitantes eran blancos y el 1.67% era de otra raza. Del total de la población, el 1.67% era hispano o latino.